# WTA Finals 2017
Le WTA Finals 2017 (conosciute anche come BNP Paribas WTA Finals Singapore presented by SCglobal) sono state un torneo di tennis che si è giocato a Singapore dal 22 al 29 ottobre. Il torneo si è disputato al Singapore Indoor Stadium. Il Masters femminile, dotato di un montepremi di 7.000.000 dollari, ha visto in campo le migliori otto giocatrici di singolare della stagione, divise in due gironi (con la formula del round robin), e le migliori otto coppie di doppio della stagione.

## Qualificate

### Singolare
| Ranking | Giocatrice         | Punti | Tornei | Data qualificazione |
| ------- | ------------------ | ----- | ------ | ------------------- |
| 1       | Simona Halep       | 5 675 | 17     | 26 settembre        |
| 2       | Garbiñe Muguruza   | 5 635 | 20     | 11 settembre        |
| 3       | Karolína Plíšková  | 5 105 | 19     | 26 settembre        |
| 4       | Elina Svitolina    | 5 000 | 17     | 26 settembre        |
| 5       | Venus Williams     | 4 642 | 14     | 26 settembre        |
| 6       | Caroline Wozniacki | 4 640 | 21     | 30 settembre        |
| 7       | Jeļena Ostapenko   | 4 510 | 20     | 4 ottobre           |
| 8       | Caroline Garcia    | 3 795 | 23     | 12 ottobre          |

L'11 settembre si qualifica Garbiñe Muguruza per il singolare.

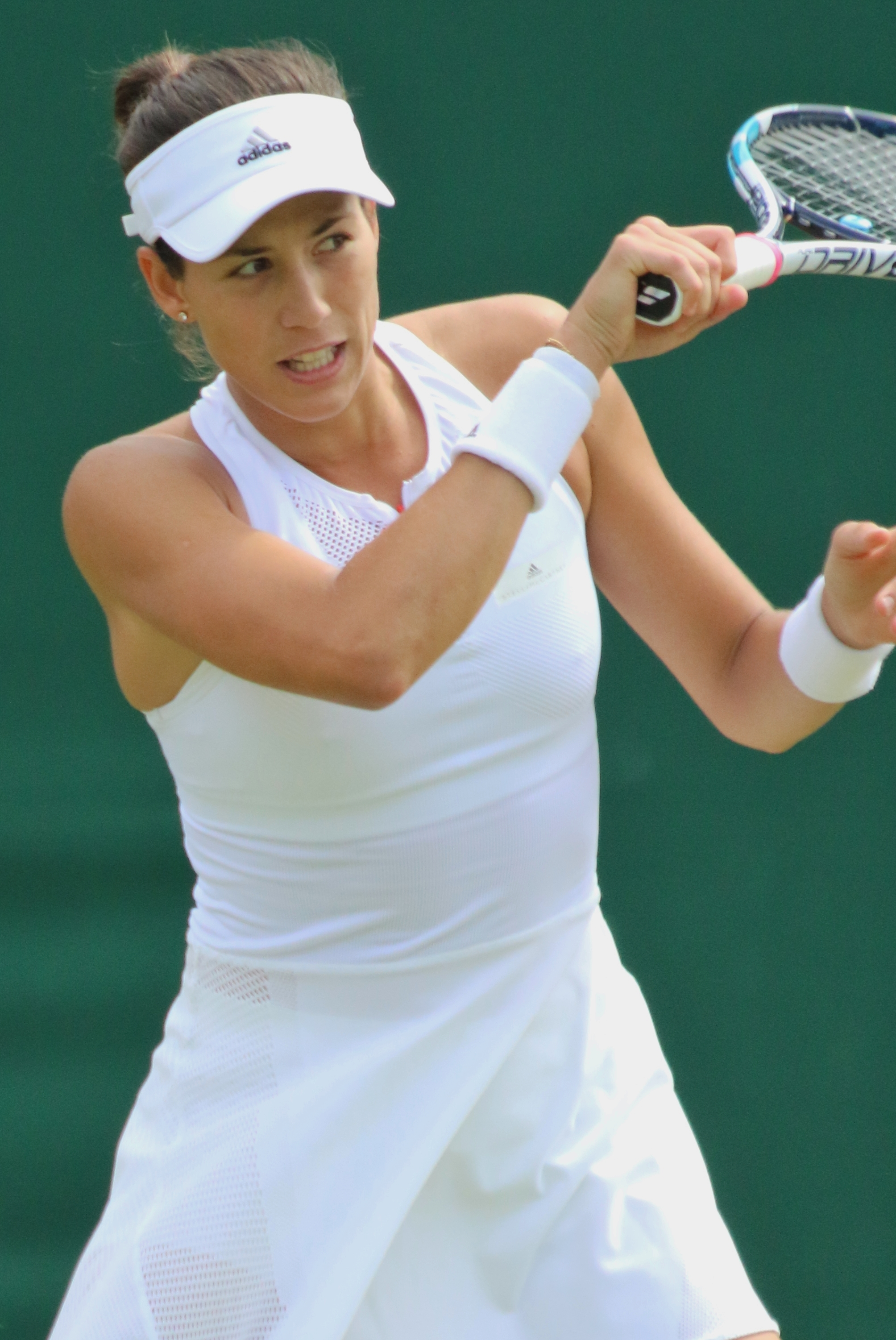
Garbiñe Muguruza vince il Torneo di Wimbledon e diventa numero uno del mondo

Garbiñe Muguruza inizia l'anno con un ritiro in semifinale a Brisbane contro Alizé Cornet. Agli Australian Open raggiunge i quarti di finale, dove viene però superata con molta facilità da Coco Vandeweghe per 4-6 0-6. A Doha viene eliminata al terzo turno da Zhang Shuai, che la batte al terzo set 5-7. A Dubai si ritira nuovamente contro Kateryna Bondarenko. A Indian Wells viene eliminata con un doppio 6-7 da Karolína Plíšková ai quarti di finale. Al terzo turno del torneo di Miami si ritira contro Caroline Wozniacki su un risultato di 6-7 per la danese. Esce dal torneo di Stoccarda al terzo turno, eliminata da Anett Kontaveit al terzo set. A Madrid esce al primo turno per mano di Timea Bacsinszky per 1-6 3-6. A Roma si spinge fino alla semifinale, dove è costretta al ritiro contro l'ottava testa di serie, Elina Svitolina, sempre sul risultato di 4-1 per l'avversaria. All'Open di Francia, dove teneva il titolo conquistato l'anno precedente, non va oltre il terzo turno venendo battuta da Kristina Mladenovic. Centra la seconda semifinale dell'anno a Birmingham dove viene sconfitta da Ashleigh Barty per 6-3 4-6 3-6. Ad Eastbourne viene eliminata al secondo turno da Barbora Strýcová. Questo scarso rendimento la fa scivolare quindicesima posizione. Al torneo di Wimbledon sorprendentemente riesce a vincere il trofeo sconfiggendo in finale Venus Williams per 7-5 6-0. Questa vittoria le permette di risalire al quinto posto. A Stanford si arresta in semifinale contro Madison Keys, sconfitta 3-6 2-6. A Montreal giunge fino ai quarti di finale, dove trova Elina Svitolina che la batte per 6-4 4-6 3-6. Vince il torneo di Cincinnati contro Simona Halep, impedendole di diventare la nuova numero uno del mondo e battendola con un netto 6-1 6-0. Migliora così il suo best ranking arrivando alla terza posizione. Si presenta agli US Open, dove viene eliminata al quarto turno per mano di Petra Kvitová. Riesce comunque a conquistare la prima posizione del ranking dall'11 settembre. Infine, a Tokyo, si spinge fino alla semifinale e a Wuhan arriva solo ai quarti di finale dove perde in tre set contro Jeļena Ostapenko.
Il 26 settembre si qualificano Simona Halep, Karolína Plíšková, Elina Svitolina e Venus Williams.

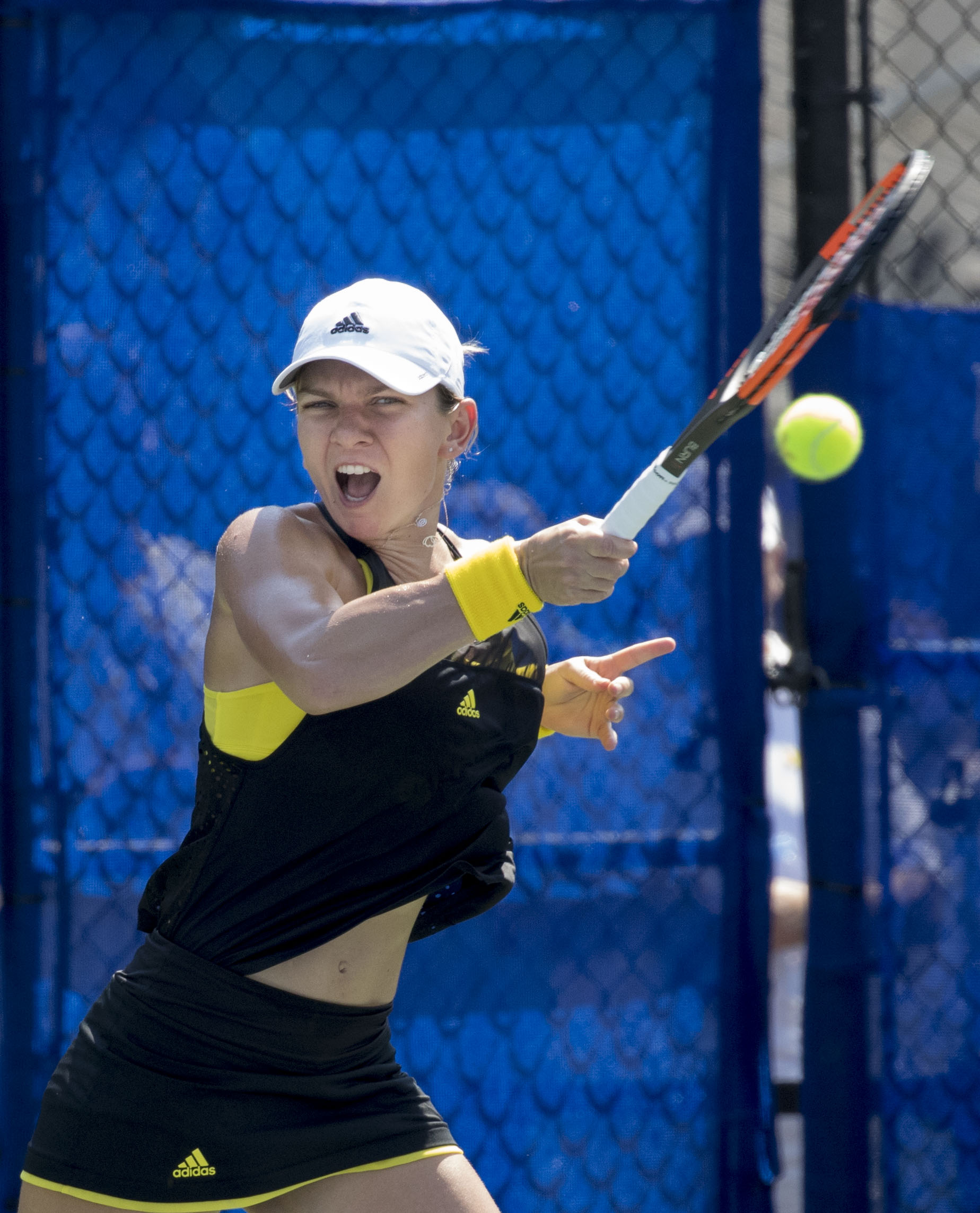
Simona Halep raggiunge la seconda finale Slam in carriera

Simona Halep inizia allo Shenzhen Open, dove viene eliminata agli ottavi di finale da Kateřina Siniaková. Partecipa successivamente al primo Slam stagionale, l'Australian Open, come testa di serie numero 4, dove viene sconfitta sorprendentemente al primo turno da Shelby Rogers in due set. Successivamente partecipa al torneo di San Pietroburgo, dove è costretta al ritiro ancora prima di scendere in campo nel match dei quarti di finale per un infortunio. Torna in campo a Indian Wells, dove viene sconfitta da Kristina Mladenovic agli ottavi di finale con un doppio 6-3. Il torneo successivo a cui prende parte è il Porsche Tennis Grand Prix 2017, dove arriva in semifinale e viene sconfitta dalla tedesca Laura Siegemund. Riconferma il titolo a Madrid battendo in finale in tre set dopo una battaglia di quasi tre ore la francese Kristina Mladenovic. Il suo periodo di forma ottimale prosegue a Roma, dove arriva in finale contro Elina Svitolina: riesce ad aggiudicarsi il primo set per 6-4, ma perde i due set successivi 5-7 1-6. L'infortunio subito a Roma mette in dubbio ma non impedisce la sua partecipazione a Parigi. Qui, alla sua seconda finale Slam, affronta la giovane lettone Jeļena Ostapenko, da cui viene battuta 6-4 4-6 3-6, rimandando in una volta sola il raggiungimento della prima posizione mondiale e il primo titolo del Grande Slam. Perde malamente con un 6-1 6-0 contro Garbiñe Muguruza nel torneo di Cincinnati, rimanendo così dietro alla numero uno Karolína Plíšková di soli cinque punti. Dopodiché partecipa agli US Open come seconda testa di serie e al primo turno incontra Maria Sharapova, la quale dopo una battaglia di quasi tre ore la batte per 6-4 4-6 6-3. Partecipa dunque al torneo di Wuhan e usufruisce di un bye che la proietta al secondo turno. Qui incontra Daria Kasatkina, che la batte piuttosto nettamente per 6-2 6-1. All'ultimo Mandatory della stagione, il China Open, incontra in finale Caroline Garcia, che la batte dopo una partita tirata per 6-4 7–6(3). A partire dal termine del torneo occupa comunque la prima posizione del ranking mondiale, superando Garbiñe Muguruza.

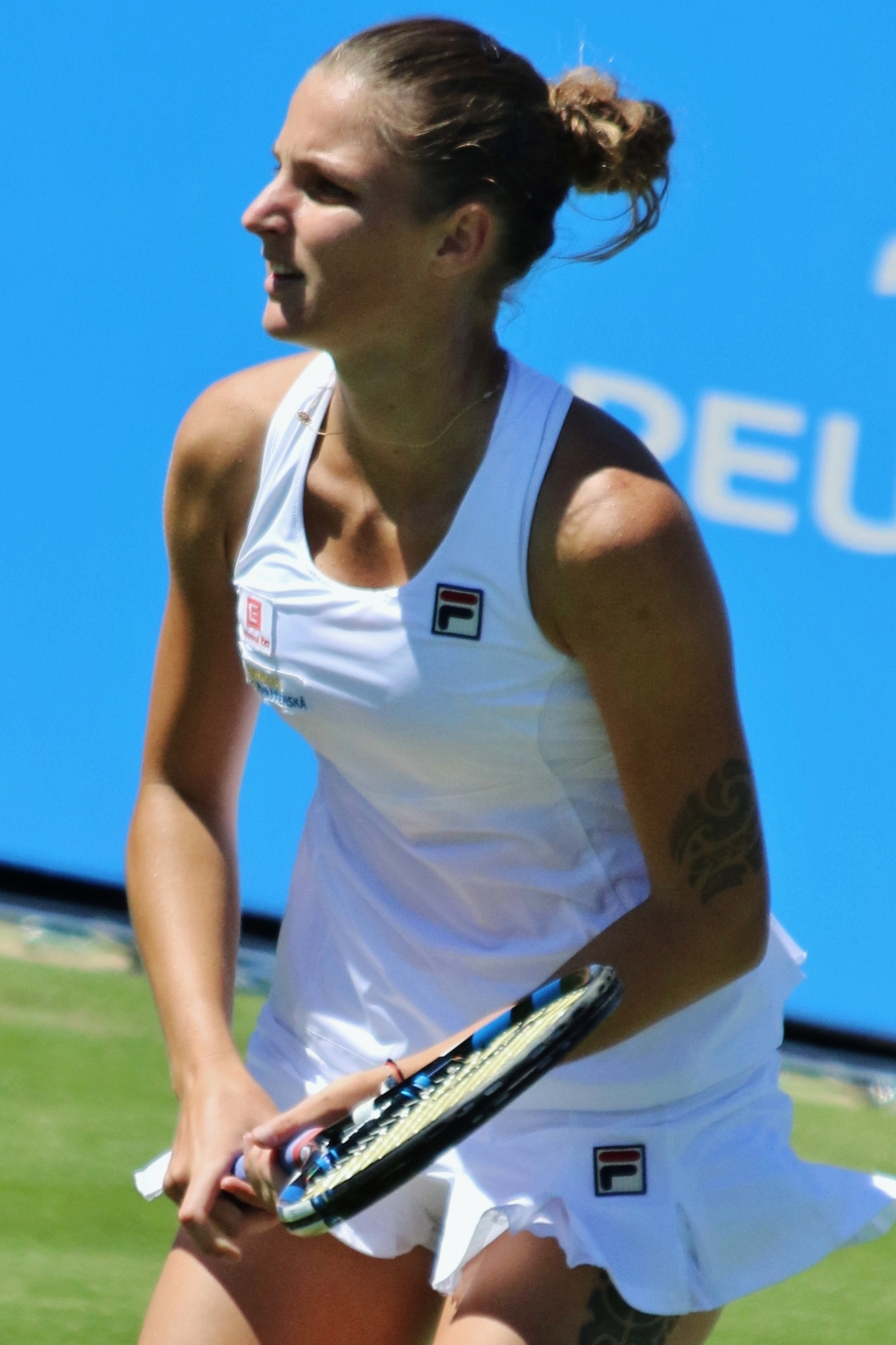
Karolína Plíšková raggiunge per la prima volta in carriera la prima posizione del ranking mondiale

Karolína Plíšková inizia la stagione con la vittoria del Brisbane International, dove si impone in finale contro la francese Alizé Cornet per un punteggio di 6-3, 6-0. In seguito prende parte al primo Grande Slam stagionale, cioè l'Australian Open, venendo sconfitta dalla croata Mirjana Lučić-Baroni ai quarti di finale. Nonostante ciò, al termine del torneo, raggiunge il terzo posto della classifica. Nel mese di febbraio vince il Qatar Total Open di Doha, sconfiggendo in finale Caroline Wozniacki. In seguito raggiunge la semifinale in entrambi i Premier Mandatory americani: a Indian Wells superando nei quarti la Muguruza con due tie break, ma perdendo, sempre con due tie break, contro Svetlana Kuznecova; a Miami cedendo di nuovo alla Wozniacki dopo avere vinto il primo set 7-5. Dopo alcuni modesti risultati nei primi tornei su terra si spinge prima fino ai quarti agli Internazionali di Roma, dove viene battuta da Elina Svitolina, poi raggiunge per la prima volta in carriera le semifinali al Roland Garros. Debutta sull'erba all'AEGON International, dove conquista il terzo titolo stagionale battendo ancora una volta in finale Caroline Wozniacki. A Wimbledon non supera il secondo turno, poiché viene eliminata in tre set da Magdaléna Rybáriková. Tuttavia il risultato è sufficiente alla ceca per diventare la nuova numero uno del ranking WTA, scavalcando la Halep e la numero uno uscente, Angelique Kerber. Sul veloce americano raggiunge i quarti a Toronto, dove perde contro la Wozniacki, che poi incontra di nuovo a Cincinnati, sempre a livello di quarti di finale, questa volta vincendo per 6-2, 6-4; perde però in semifinale contro Garbiñe Muguruza. Il breve regno della ceca in testa al ranking mondiale si interrompe dopo otto settimane e a superarla è Garbiñe Muguruza: agli US Open Karolina non riesce infatti a difendere la finale del 2016, perdendo ai quarti contro Coco Vandeweghe.

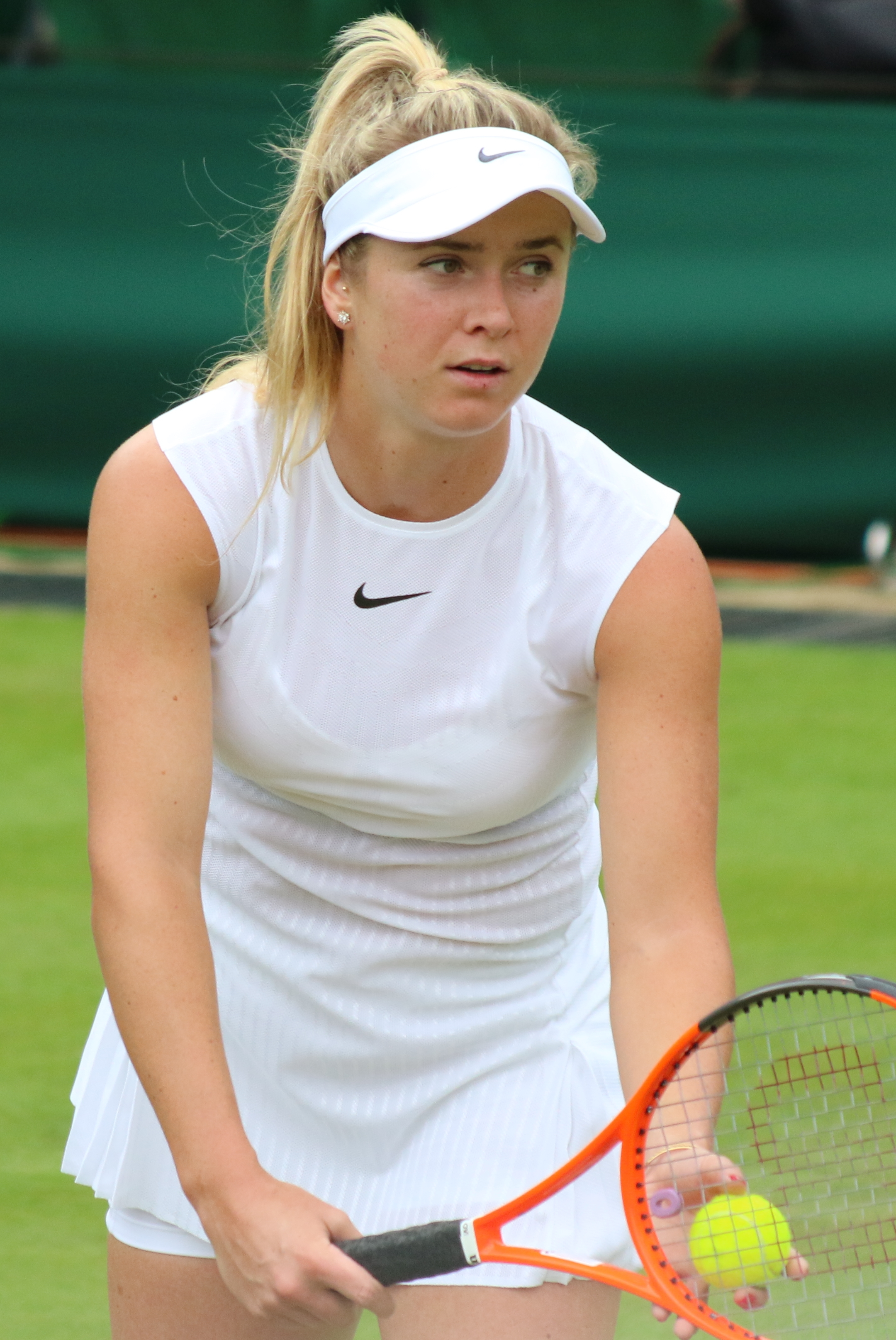
Elina Svitolina vince cinque tornei in un solo anno qualificandosi per la prima volta

Elina Svitolina inizia la stagione partecipando al torneo di Brisbane, dove viene sconfitta in semifinale con un netto 6-2 6-4 dalla futura vincitrice Karolína Plíšková. Quindi partecipa agli Australian Open, dove però viene battuta al terzo turno da Anastasija Pavljučenkova con il punteggio di 7-5 4-6 6-3.
In seguito prende parte al torneo di Taipei, in cui, da prima testa di serie, riesce a portare a casa il trofeo in maniera piuttosto agevole. Sempre nel mese di febbraio riesce a trionfare anche al torneo di Dubai, battendo tra le altre Angelique Kerber e Caroline Wozniacki, rispettivamente in semifinale e in finale. Partecipa anche al torneo di Kuala Lumpur, ma si ritira al secondo turno per non mettere a rischio la partecipazione agli ambiti tornei di Indian Wells e Miami. A marzo, però, i risultati sono comunque meno positivi, con l'ucraina che proprio a Indian Wells cede alla spagnola Muguruza, mentre a Miami racimola un secondo turno dopo il bye all'esordio. Svitolina ritorna sui campi solo a fine aprile, a Istanbul, dove riesce ad aggiudicarsi il trofeo da prima testa di serie.
Quindi prende parte al torneo di Madrid, dove a sorpresa viene estromessa da Saisai Zheng. Si riscatta conquistando la settimana successiva il torneo di Roma dove batte Halep in finale per 4-6 7-5 6-1. Al Roland Garros raggiunge i quarti di finale. In seguito partecipa ai tornei di Birmingham e Wimbledon, perdendo rispettivamente al secondo turno da Giorgi e al quarto da Jeļena Ostapenko. Ritorna sui campi di gioco solo ad agosto, partecipando al Premier Five di Torneo: qui batte agevolmente in finale Caroline Wozniacki. Dopo un'eliminazione al terzo turno a Cincinnati raggiunge per la prima volta in carriera gli ottavi di finale agli US Open prima di cedere a Madison Keys. Torna in campo nel successivo Premier Mandatory di Pechino e supera tre turni senza mai perdere un set, prima di perdere dopo un lungo e faticoso match contro Caroline Garcia.

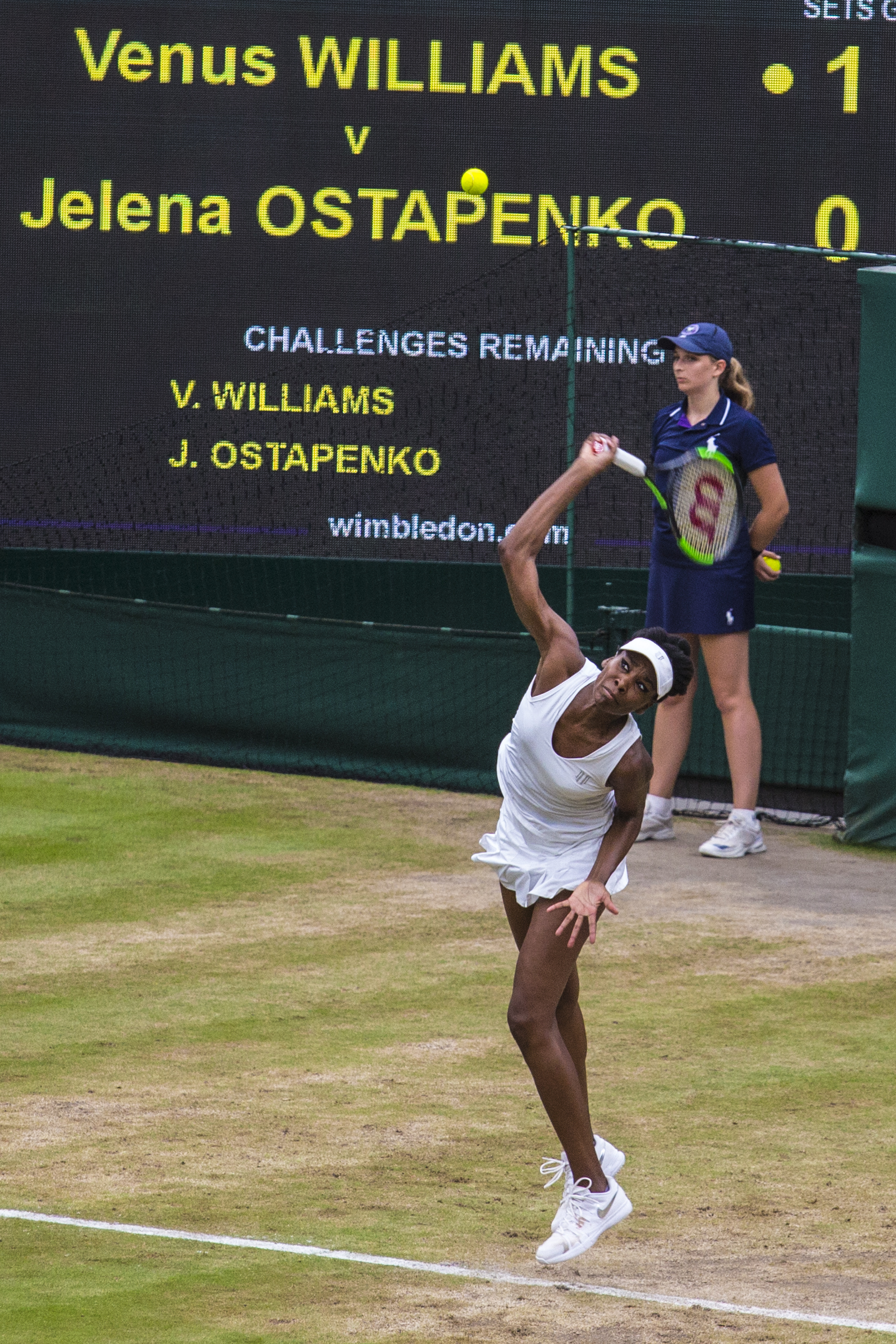
Venus Williams raggiunge due finali Slam qualificandosi per la prima volta dopo otto anni

Venus Williams inizia la stagione con la partecipazione al primo dei quattro slam dell'anno: l'Australian Open. Raggiunge la finale del torneo, per la prima volta dal 2003, dove viene sconfitta dalla sorella, Serena Williams, con un doppio 6-4. In seguito raggiunge i quarti di finale di Indian Wells, eliminata dalla russa Elena Vesnina per 6-2 4-6 6-3 e la semifinale a Miami, venendo sconfitta dalla futura vincitrice, la britannica Johanna Konta, per 6-4 7-5. Ottiene un altro buon risultato agli Internazionali d'Italia arrivando ai quarti e venendo poi battuta dalla spagnola Garbiñe Muguruza con il punteggio di 6-2 3-6 6-2. Prende parte al Torneo di Wimbledon, riuscendo ad arrivare in finale, a distanza di nove anni dalla vittoria del 2008 contro la sorella. Dopo uno splendido torneo l'americana si arrende in finale contro la spagnola Garbiñe Muguruza con il punteggio di 7-5 6-0.
Il 30 settembre Caroline Wozniacki diventa la sesta giocatrice a qualificarsi.

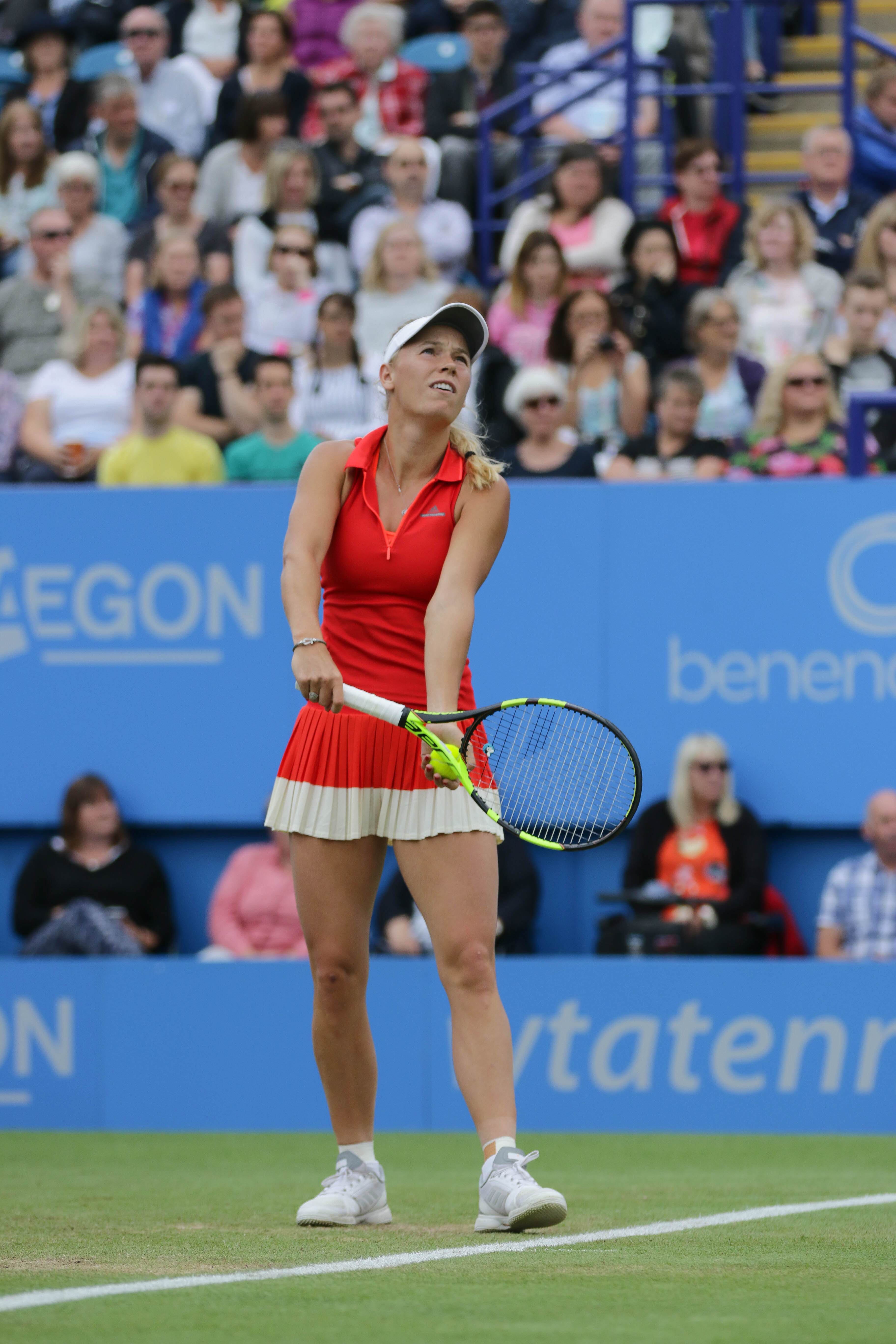
Caroline Wozniacki disputa otto finali in una sola stagione

Caroline Wozniacki avvia il proprio 2017 giocando ad Auckland, dove affronta Julia Görges e perde per 1-6 6-3 6-4.
La settimana successiva arriva ai quarti anche al Sydney, questa volta battuta dalla ceca Barbora Strýcová con il punteggio di 7-5, 6(6)–7, 6-4. Agli Australian Open si arrende al terzo turno alla britannica Johanna Konta. Dopo la sconfitta subita in Australia prende parte al Qatar Total Open di Doha, dove arriva in finale senza perdere un set, ma deve arrendersi a Karolína Plíšková. La settimana successiva partecipa al torneo di Dubai e viene superata ancora una volta in finale da Elina Svitolina. Successivamente partecipa all'Indian Wells Open, dove raggiunge anche in quest'occasione i quarti di finale. A Miami arriva invece in finale dove incontra Johanna Konta, che la sconfigge con il punteggio di 6-4, 6-3. La settimana successiva partecipa al torneo di Charleston e viene sconfitta, ai quarti di finale, dalla giovane Jeļena Ostapenko. Perde al secondo turno sia a Praga che a Madrid, mentre si ritira dal torneo di Roma a causa di un infortunio alla spalla. La settimana successiva prende parte al torneo di Strasburgo, dove si ritira nel match d'esordio contro l'americana Shelby Rogers per problemi alla schiena avvertiti durante il corso del primo set. Si presenta al Roland Garros approdando per la seconda volta in carriera nei quarti. Torna in campo ad Eastbourne, dove ottiene la quarta finale stagionale pur venendo ancora una volta sconfitta da Karolína Plíšková con un doppio 6-4. Approda a Wimbledon e viene sconfitta dalla statunitense Coco Vandeweghe con il punteggio di 7-6, 6-4 al quarto turno. Poche settimane dopo torna a disputare lo Swedish Open, dove centra la quinta finale stagionale persa contro Kateřina Siniaková con il punteggio di 3-6, 4-6. Partecipa poi al torneo di Toronto dove viene sconfitta 6-4, 6-0 in finale da Elina Svitolina. A Cincinnati arriva un altro scontro con la Pliskova, sempre ai quarti di finale, che vede la ceca trionfare. Agli US Open esce di scena al secondo turno per mano della russa Ekaterina Makarova, che la batte in tre set. Al Toray Pan Pacific Open riesce a vincere il primo titolo in stagione, sconfiggendo in finale la russa Anastasija Pavljučenkova con il netto punteggio di 6-0, 7-5. Successivamente subisce sconfitte per mano di Maria Sakkarī e Petra Kvitová nei tornei di Wuhan e Pechino, rispettivamente al secondo e terzo turno.
Il 4 ottobre è il turno di Jeļena Ostapenko.

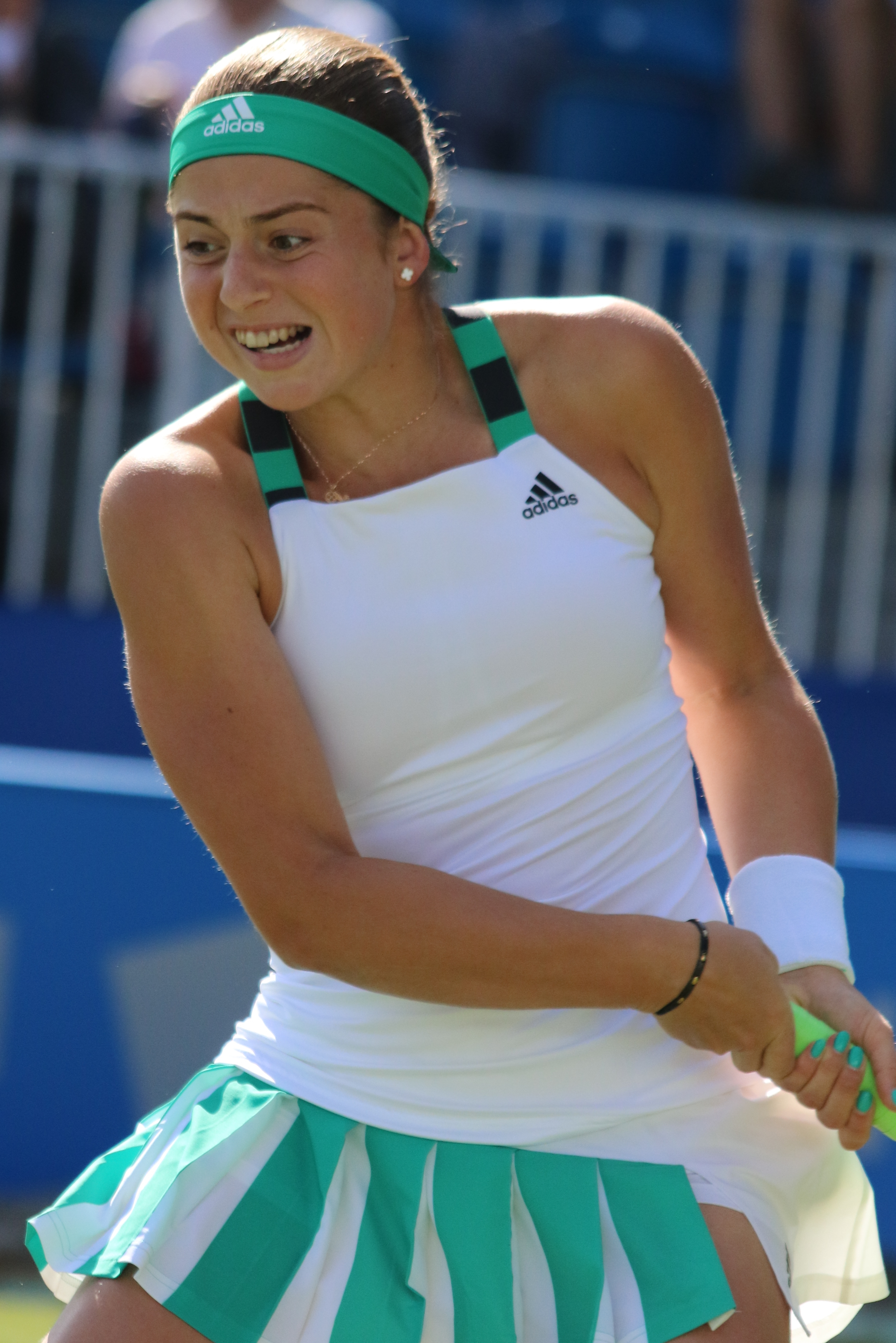
Jeļena Ostapenko vince come primo titolo in carriera l'Open di Francia

Jeļena Ostapenko inizia la stagione ad Auckland, dove viene eliminata in semifinale da Lauren Davis. Agli Australian Open viene estromessa al terzo turno da Karolína Plíšková. Dopodiché esce all'esordio dai tornei di San Pietroburgo e Dubai, per poi raggiungere i quarti di finale ad Acapulco. Nell'ambito dei due Premier Mandatory statunitensi cede al secondo turno a Indian Wells e al primo da Miami. Sulla terra centra la prima finale stagionale a Charleston, persa contro Daria Kasatkina. Dopo due sconfitte al primo turno ai tornei di Stoccarda e Madrid compie l'exploit al Roland Garros, secondo Slam stagionale, che sorprendentemente vince battendo in finale la testa di serie numero due Simona Halep in tre set. A questo punto prende parte alla stagione su erba, venendo eliminata da Johanna Konta al terzo turno del torneo di Eastbourne e ai quarti di finale a Wimbledon. Dopo due sconfitte all'esordio a Toronto e Cincinnati cede al terzo turno agli US Open, ancora una volta contro Kasatkina. Due settimane più tardi porta a casa il secondo titolo in carriera a Seul sconfiggendo in finale Beatriz Haddad Maia. Continua il buon periodo di forma centrando le semifinali in entrambi i prestigiosi tornei cinesi di Wuhan e Pechino.
Il 12 ottobre Caroline Garcia completa il quadro delle qualificate.

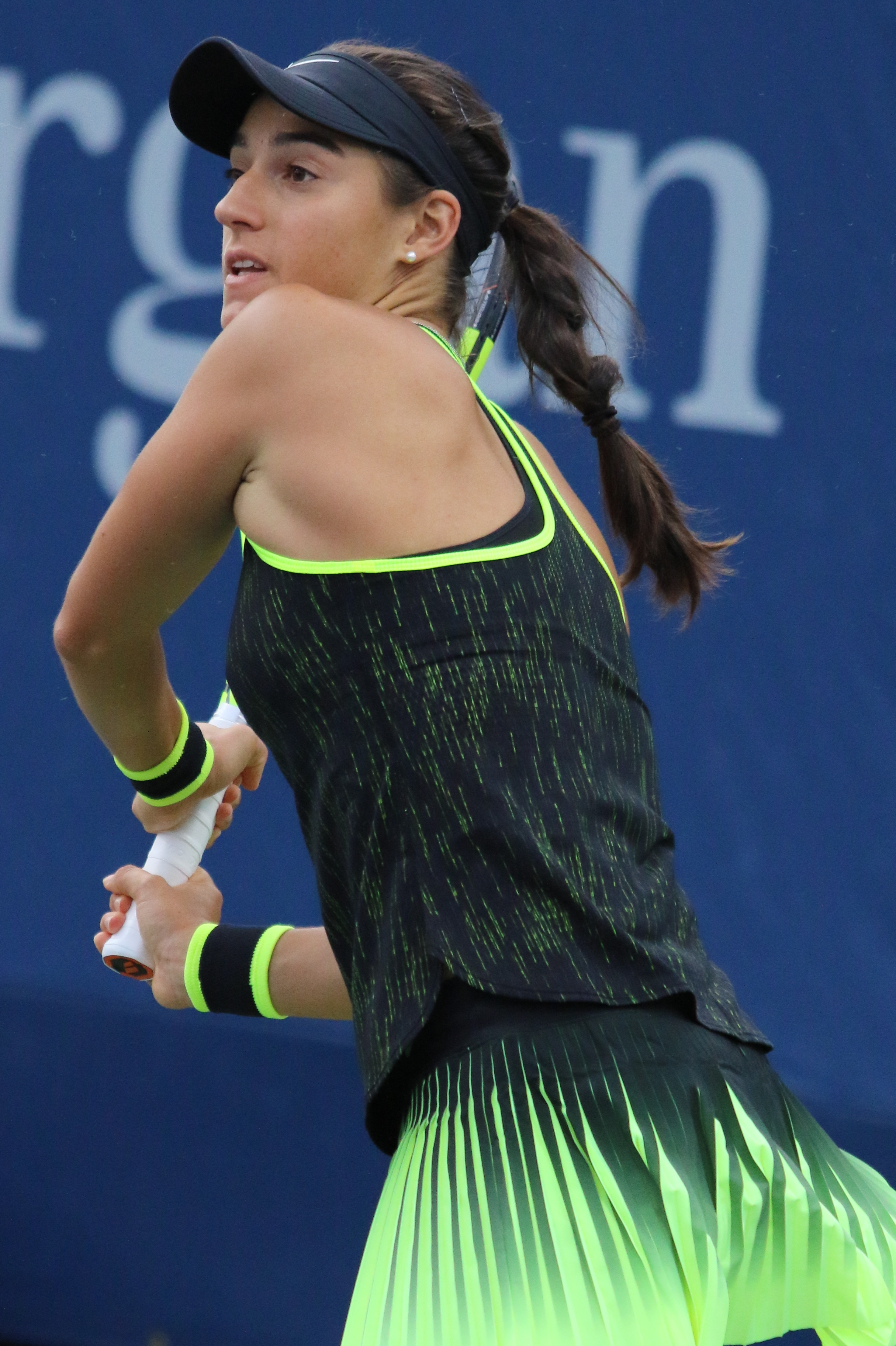
Caroline Garcia vince due tornei Premier

Caroline Garcia inizia la stagione con la partecipazione agli Australian Open: qui sconfigge Kateryna Bondarenko per 7-6 6-4 e la connazionale Océane Dodin per 6-7 6-4 6-4, prima di essere eliminata da Barbora Strýcová. A Taipei è terza testa di serie ottenendo così un bye per il primo turno. Sconfigge con facilità Marina Eraković, ma viene eliminata a sorpresa da Mandy Minella con un doppio 4-6. A Doha, dopo avere battuto al terzo set Madison Brengle, viene estromessa da Karolína Plíšková. A Dubai supera con un doppio 6-3 Johanna Larsson, per poi essere fermata da Mónica Puig al terzo set. In Malesia non va oltre al primo turno dove viene fermata da Anna Kalinskaja per 5-7 2-6. Si presenta al Premier Mandatory di Indian Wells come testa di serie n°21. Ottenuto il bye sconfigge Evgenija Rodina e Johanna Konta, per poi venire annichilita da Svetlana Kuznetsova. A Miami esce di scena a sorpresa per mano di Peng Shuai. Si presenta come terza testa di serie a Monterrey. Qui si spinge fino alla semifinale. A Madrid esce di scena subito per mano di Wang Qiang, la quale la sconfigge per 4-6 3-6. A Roma raggiunge solamente il secondo turno, dove perde contro Dar'ja Gavrilova in tre set. A Strasburgo centra la seconda semifinale dell'anno. Al Roland Garros è testa di serie n°28 e raggiunge i quarti di finale, suo miglior risultato. A Maiorca raggiunge la terza semifinale dell'anno. A Wimbledon è testa di serie n°21 e arriva fino al quarto turno, suo miglior risultato, dove viene sconfitta dalla sesta testa di serie Johanna Konta, per 6-7 6-4 4-6. In Svezia centra la quarta semifinale stagione, fermata da Kateřina Siniaková. A Toronto si spinge fino ai quarti di finale dove incontra Simona Halep che la sconfigge per 4-6 2-6, mentre a Cincinnati viene eliminata subito da Elena Vesnina per 6-4 4-6 4-6. Agli US Open è 18ª testa di serie; qui ripete il terzo turno dell'anno precedente venendo sconfitta da Petra Kvitová per 0-6 6-4. A Tokyo è nona testa di serie e arriva fino ai quarti di finale. Il 30 settembre vince il Premier 5 di Wuhan battendo in finale Ashleigh Barty. La settimana dopo vince anche il China Open battendo nell'ultimo atto Simona Halep in due set.

### Doppio
| Ranking | Giocatrici                                 | Punti | Tornei | Data qualificazione |
| ------- | ------------------------------------------ | ----- | ------ | ------------------- |
| 1       | Chan Yung-jan Martina Hingis               | 8 340 | 13     | 14 agosto           |
| 2       | Ekaterina Makarova Elena Vesnina           | 6 495 | 12     | 14 agosto           |
| 3       | Ashleigh Barty Casey Dellacqua             | 4 240 | 14     | 13 settembre        |
| 4       | Tímea Babos Andrea Hlaváčková              | 4 005 | 15     | 4 ottobre           |
| inj     | Lucie Hradecká Kateřina Siniaková          | 3 871 | 14     | 25 settembre        |
| 5       | Anna-Lena Grönefeld Květa Peschke          | 3 005 | 22     | 7 ottobre           |
| 6       | Gabriela Dabrowski Xu Yifan                | 2 921 | 14     | 7 ottobre           |
| 7       | Andreja Klepač María José Martínez Sánchez | 2 570 | 23     | 12 ottobre          |
| 8       | Kiki Bertens Johanna Larsson               | 2 270 | 14     | 18 ottobre          |

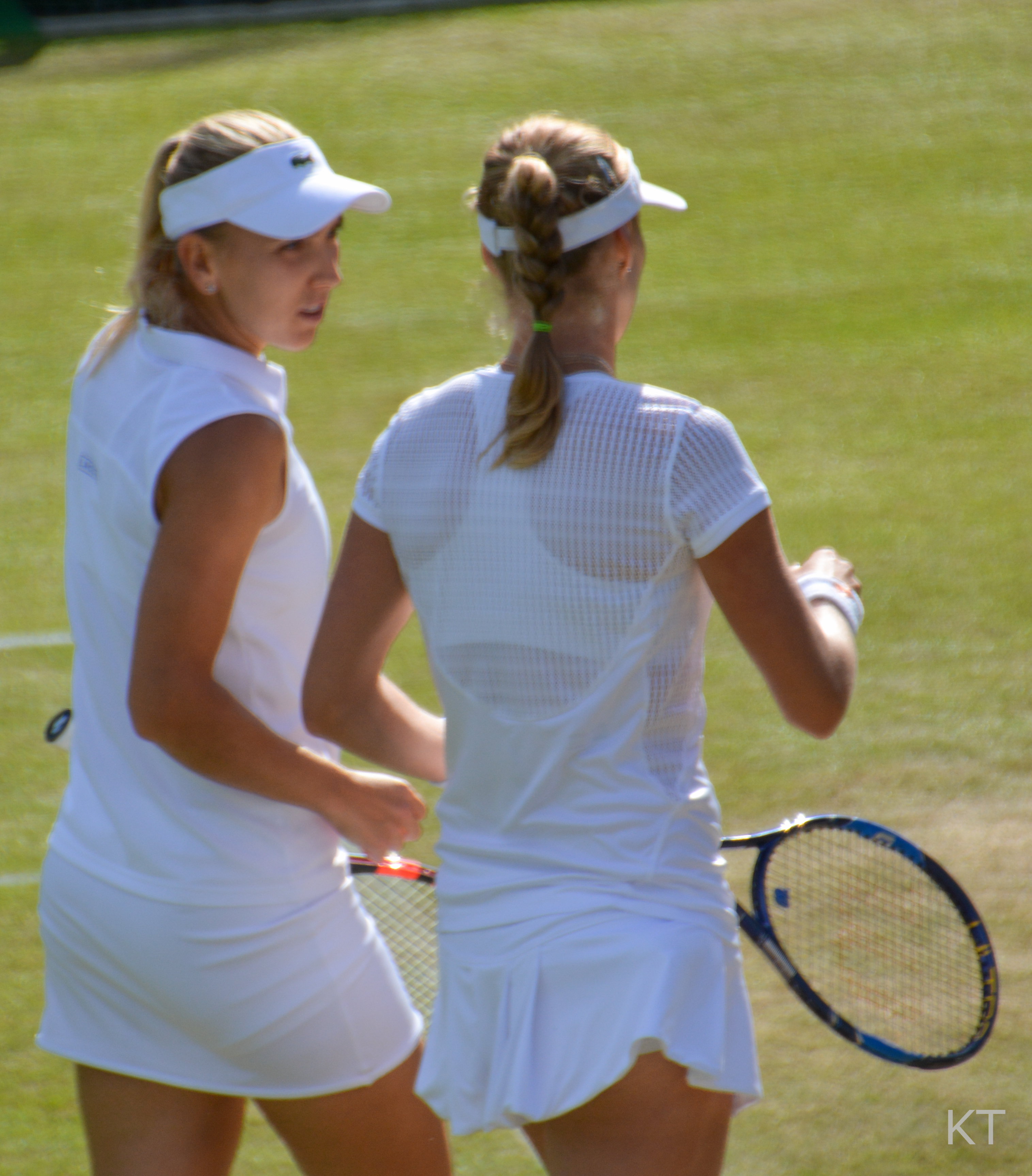
Makarova e Vesnina si qualificano insieme per la terza volta.

Il 14 agosto Chan Yung-jan e Martina Hingis e Ekaterina Makarova e Elena Vesnina sono le prime due coppie a qualificarsi.
Chan Yung-jan e Martina Hingis iniziano la loro collaborazione a Doha. Poche settimane dopo vincono il loro primo titolo insieme, il Premier Mandatory di Indian Wells. Dopo avere centrato la semifinale a Miami disputano un'ottima stagione su terra vincendo i tornei di Madrid e Roma e raggiungendo le semifinali al Roland Garros. Sull'erba vincono consecutivamente i tornei di Maiorca e Eastbourne prima di essere fermate ai quarti a Wimbledon. Dopo avere perso ancora una volta ai quarti di finale nel torneo di Toronto per mano di Anna-Lena Grönefeld e Květa Peschke trionfano nel successivo torneo di Cincinnati. Continuano la striscia di risultati positivi vincendo gli US Open, primo Slam vinto insieme, e i prestigiosi tornei Premier di Wuhan e Pechino, issandosi parallelamente al primo posto del ranking mondiale.
Ekaterina Makarova e Elena Vesnina iniziano la stagione raggiungendo la finale al torneo di Brisbane. Dopo essere state eliminate ai quarti di finale dell'Australian Open dalle future finaliste Andrea Hlaváčková e Peng Shuai vincono il torneo Premier 5 di Dubai. A Indian Wells e Miami centrano rispettivamente la semifinale e i quarti. Per quanto riguarda la stagione su terra raggiungono una sola finale agli Internazionali d'Italia, sconfitte da Chan Yung-jan e Martina Hingis. Vincono per la prima insieme il torneo di Wimbledon, annichilendo in finale Chan Hao-ching e Monica Niculescu con un doppio 6-0. Difendono il titolo conquistato alla Canadian Open l'anno precedente e, dopo un deludente terzo turno agli US Open, centrano i quarti di finale a Wuhan e la semifinale a Pechino.

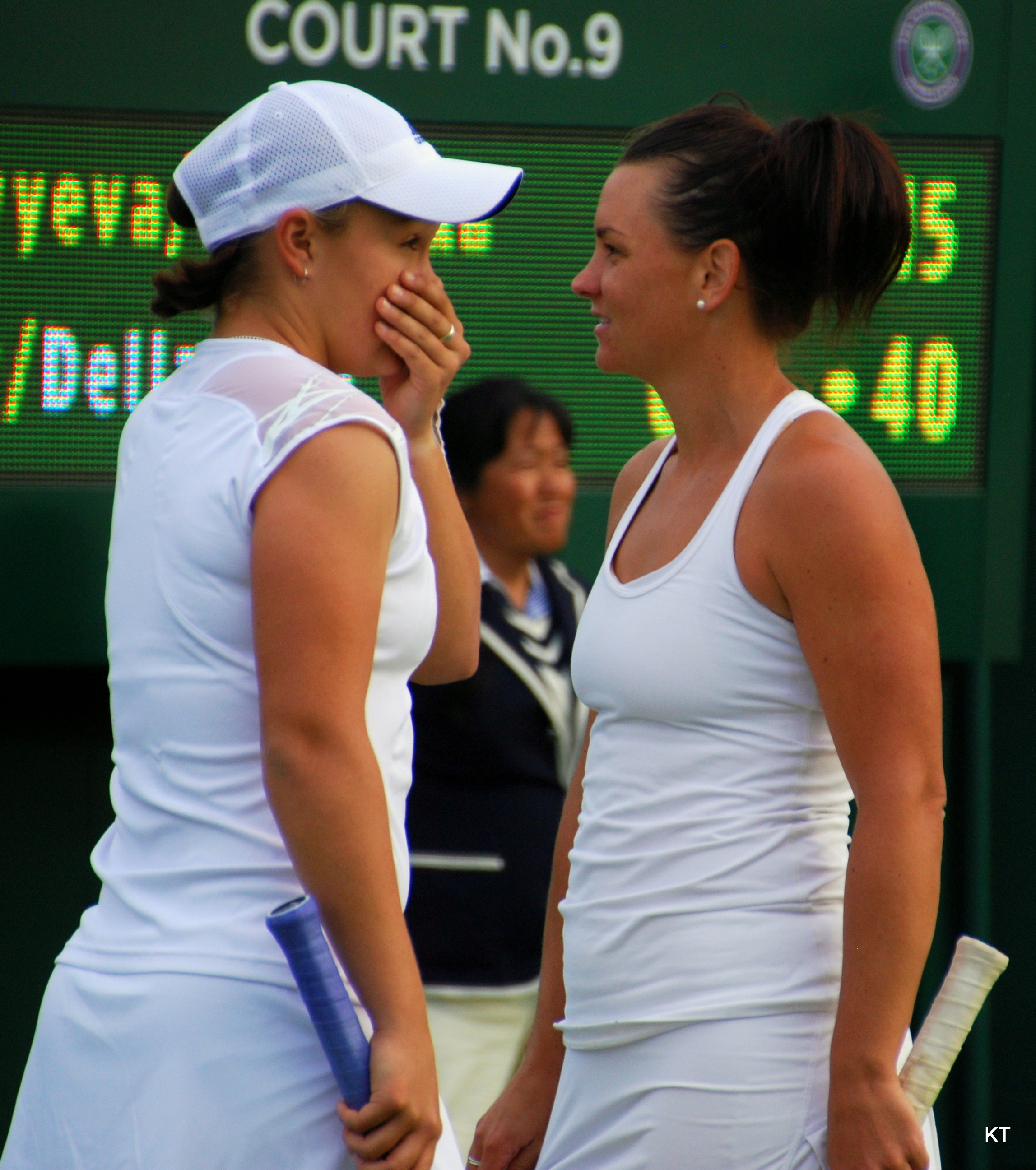
Barty e Dellacqua giocano una finale Slam e vincono tre tornei insieme.

Il 13 settembre si qualificano Ashleigh Barty e Casey Dellacqua.
Ashleigh Barty e Casey Dellacqua riprendono a giocare insieme dopo oltre tre anni. Partecipano agli Australian Open, dove raggiungono i quarti di finale. Successivamente vincono il loro primo torneo in stagione, a Kuala Lumpur, per poi ottenere pochi risultati nei Premier Mandatory di Indian Wells e Miami. Dopo avere vinto il torneo di Strasburgo centrano all'Open di Francia la quarta finale Slam insieme in quattro diversi tornei, anche questa così persa. Sull'erba trionfano a Birmingham, raggiungono la semifinale a Eastbourne e si fermano ai quarti di finale a Wimbledon. Per quanto riguarda la stagione sul cemento preparatoria agli US Open centrano una sola finale a New Heaven persa contro Gabriela Dabrowski e Xu Yifan. Ottengono poi una semifinale al Premier di Pechino.
Il 25 settembre Lucie Hradecká e Kateřina Siniaková ottengono la qualificazione per il torneo.
Lucie Hradecká e Kateřina Siniaková iniziano la loro collaborazione agli Australian Open, dove vengono però sconfitte al primo turno. Al successivo torneo di Taipei si spingono fino alla finale, nella quale cedono alle padrone di casa Chan Hao-ching e Chan Yung-jan in due set. Dopodiché subiscono una sconfitta all'esordio nei tornei di Dubai e Miami, mentre disputano una nuova finale a Indian Wells, fermate ancora una volta da Chan Yung-jan che ha fatto coppia con Martina Hingis. Sulla terra verde di Charleston trovano una nuova finale insieme, fermate da Bethanie Mattek-Sands e Lucie Šafářová. Il duo ceco si ritrova a giocare nell'ambito del torneo di casa, a Praga, dove vengono sconfitte ancora una volta in finale. Dopo i quarti di finale a Madrid arrivano fino alla semifinale a Parigi. Perdono prematuramente nei tornei su erba di Eastbourne e Wimbledon. Agli US Open centrano la loro prima finale in uno Slam insieme, ma ancora una volta vengono annichilite da Chan e Hingis. L'11 ottobre il duo si ritira a causa di un infortunio subito da Hradecká che l'ha costretta a rinunciare ai tornei asiatici.
Il 4 ottobre la quinta coppia a qualificarsi è quella formata da Tímea Babos e Andrea Hlaváčková.
Tímea Babos e Andrea Hlaváčková partecipano al primo torneo insieme solo nel mese di maggio e a Rabat, vincendolo. La settimana successiva si spingono fino alla finale nel Premier Mandatory di Madrid. Continuano la striscia positiva giocando una semifinale a Roma prima di perdere al secondo turno all'Open di Francia. Nella stagione su erba perdono ai quarti a s'Hertogenbosch, al primo turno a Maiorca, in semifinale a Eastbourne e al terzo turno a Wimbledon. Tornano in campo a Toronto, perdendo all'esordio, e giocano due quarti di finale a Cincinnati e New York. Vincono i due successivi tornei giocati in Québec e a Tashkent. Ottengono un altro ottimo risultato a Pechino, dove vengono sconfitte solo in finale da Chan Yung-jan e Martina Hingis. Prendono parte all'ultimo torneo della stagione prima delle Finals, il Premier di Mosca, che vincono.
Il 7 ottobre Anna-Lena Grönefeld e Květa Peschke e Gabriela Dabrowski e Xu Yifan occupano altri due posti per le Finals.
Anna-Lena Grönefeld e Květa Peschke, dopo una serie di risultati piuttosto negativi nella prima parte della stagione, vincono il loro unico titolo stagionale a Praga. Dopodiché affrontano un nuovo periodo negativo fino al torneo di Wimbledon, nel quale si spingono fino alla semifinale. Centrano poi una finale al prestigioso Premier 5 di Toronto prima di essere eliminate all'esordio dei tre successivi tornei di Cincinnati, New Heaven e New York. Tornano in campo a Wuhan e Pechino, perdendo rispettivamente ai quarti di finale e al secondo turno.
Gabriela Dabrowski e Xu Yifan iniziano la loro collaborazione al prestigio torneo di Miami, che sorprendentemente vincono battendo in finale Sania Mirza e Barbora Strýcová. Tornano in campo insieme a Madrid e Roma, perdendo rispettivamente al secondo e al primo turno. A Strasburgo vengono eliminate ai quarti di finale da Ashleigh Barty e Casey Dellacqua, mentre a Parigi si fermano al terzo turno. Su erba vengono eliminate all'esordio in tutti e tre i tornei giocati, ovvero Birmingham, Eastbourne e Wimbledon. Dopo una nuova sconfitta all'esordio a Stanford vincono il torneo di New Heaven e si spingono fino ai quarti di finale a New York. In seguito centrano una semifinale a Tokyo e due quarti di finale a Wuhan e Pechino.
Il 12 ottobre si qualificano Andreja Klepač e María José Martínez Sánchez.
Andreja Klepač e María José Martínez Sánchez, pur avendo iniziato la loro collaborazione sin dall'inizio della stagione, ottengono il primo risultato significativo a Miami, dove raggiungono i quarti di finale. Dopo esser state sconfitte all'esordio nei tornei di Stoccarda, Madrid e Roma centrano la semifinale a Norimberga e giocano un terzo turno a Parigi. Nella stagione sull'erba racimolano un quarto di finale a Maiorca e un terzo turno a Wimbledon. Superano un solo turno sia a Toronto che a Cincinnati, per poi centrare un quarto di finale agli US Open. Dopodiché vincono il torneo Premier di Tokyo e giocano un quarto di finale a Pechino.
Kiki Bertens e Johanna Larsson iniziano la stagione ad Auckland, che vincono. Dopo essersi ritirate dal torneo di San Pietroburgo tornano in campo a Dubai e Indian Wells, venendo eliminate in entrambi i casi al secondo turno. A Madrid centrano un quarto di finale, prima di essere sconfitte al terzo turno a Parigi. Sconfitte all'esordio a Wimbledon, vincono il successivo torneo di Gstaad. Vengono fermate al terzo turno nell'ambito degli US Open dal duo ceco composto da Lucie Hradecká e Kateřina Siniaková. Vincono i successivi due tornei giocati insieme a Seul e Linz.

## Gruppi
Nel gruppo rosso sono state inserite Simona Halep, Elina Svitolina, Caroline Wozniacki e Caroline Garcia. Nel gruppo bianco si affrontano invece Garbiñe Muguruza, Karolína Plíšková, Venus Williams e Jeļena Ostapenko.

## Testa a testa
|   |                    | Halep | Muguruza | Plíšková | Svitolina | Williams | Wozniacki | Ostapenko | Garcia | Totale |
| 1 | Simona Halep       |       | 1–3      | 5–1      | 2–2       | 1–3      | 2–3       | 1–1       | 2–1    | 14–14  |
| 2 | Garbiñe Muguruza   | 3–1   |          | 2–6      | 3–4       | 2–3      | 3–3       | 2–1       | 1–0    | 16–18  |
| 3 | Karolína Plíšková  | 1–5   | 6–2      |          | 5–1       | 1–1      | 3–5       | 2–0       | 3–2    | 21–16  |
| 4 | Elina Svitolina    | 2–2   | 4–3      | 1–5      |           | 1–1      | 3–0       | 0–1       | 1–1    | 12–13  |
| 5 | Venus Williams     | 3–1   | 3–2      | 1–1      | 1–1       |          | 7–0       | 1–0       | 1–1    | 17–6   |
| 6 | Caroline Wozniacki | 3–2   | 3–3      | 5–3      | 0–3       | 0–7      |           | 0–4       | 2–0    | 13–22  |
| 7 | Jeļena Ostapenko   | 1–1   | 1–2      | 0–2      | 1–0       | 0–1      | 4–0       |           | 0–0    | 7–6    |
| 8 | Caroline Garcia    | 1–2   | 0–1      | 2–3      | 1–1       | 1–1      | 0–2       | 0–0       |        | 5–10   |

* aggiornato al 15 ottobre 2017.

## Calendario

### Giorno 1 (22 ottobre)
| Incontri              | Incontri      | Incontri              | Incontri             | Incontri  | Incontri |
| Evento                | Gruppo        | Vincitrice            | Perdente             | Punteggio |          |
| --------------------- | ------------- | --------------------- | -------------------- | --------- | -------- |
| Singolare round robin | Gruppo bianco | Karolína Plíšková [3] | Venus Williams [5]   | 6–2, 6–2  |          |
| Singolare round robin | Gruppo bianco | Garbiñe Muguruza [2]  | Jeļena Ostapenko [7] | 6–3, 6–4  |          |

### Giorno 2 (23 ottobre)
| Incontri              | Incontri     | Incontri               | Incontri            | Incontri  | Incontri |
| Evento                | Gruppo       | Vincitrice             | Perdente            | Punteggio |          |
| --------------------- | ------------ | ---------------------- | ------------------- | --------- | -------- |
| Singolare round robin | Gruppo rosso | Simona Halep [1]       | Caroline Garcia [8] | 6–4, 6–2  |          |
| Singolare round robin | Gruppo rosso | Caroline Wozniacki [6] | Elina Svitolina [4] | 6–2, 6–0  |          |

### Giorno 3 (24 ottobre)
| Incontri              | Incontri      | Incontri              | Incontri             | Incontri         | Incontri |
| Evento                | Gruppo        | Vincitrice            | Perdente             | Punteggio        |          |
| --------------------- | ------------- | --------------------- | -------------------- | ---------------- | -------- |
| Singolare round robin | Gruppo bianco | Venus Williams [5]    | Jeļena Ostapenko [7] | 7–5, 6(3)–7, 7–5 |          |
| Singolare round robin | Gruppo bianco | Karolína Plíšková [3] | Garbiñe Muguruza [2] | 6–2, 6–2         |          |

### Giorno 4 (25 ottobre)
| Incontri              | Incontri     | Incontri               | Incontri            | Incontri         | Incontri |
| Evento                | Gruppo       | Vincitrice             | Perdente            | Punteggio        |          |
| --------------------- | ------------ | ---------------------- | ------------------- | ---------------- | -------- |
| Singolare round robin | Gruppo rosso | Caroline Wozniacki [6] | Simona Halep [1]    | 6–0, 6–2         |          |
| Singolare round robin | Gruppo rosso | Caroline Garcia [8]    | Elina Svitolina [4] | 6(7)–7, 6–3, 7–5 |          |

### Giorno 5 (26 ottobre)
| Incontri                | Incontri        | Incontri                          | Incontri                                       | Incontri        |
| Evento                  | Gruppo          | Vincitrice                        | Perdente                                       | Punteggio       |
| Sessione diurna         | Sessione diurna | Sessione diurna                   | Sessione diurna                                | Sessione diurna |
| ----------------------- | --------------- | --------------------------------- | ---------------------------------------------- | --------------- |
| Quarti di finale doppio | –               | Tímea Babos Andrea Hlaváčková [3] | Andreja Klepač María José Martínez Sánchez [7] | 6–3, 6–4        |
| Singolare round robin   | Gruppo bianco   | Jeļena Ostapenko [7]              | Karolína Plíšková [3]                          | 6–3, 6–1        |
| Sessione serale         |                 |                                   |                                                |                 |
| Singolare round robin   | Gruppo bianco   | Venus Williams [5]                | Garbiñe Muguruza [2]                           | 7–5, 6–4        |
| Quarti di finale doppio | –               | Chan Yung-jan Martina Hingis [1]  | Anna-Lena Grönefeld Květa Peschke [6]          | 6–3, 6–2        |

### Giorno 6 (27 ottobre)
| Incontri                | Incontri        | Incontri                             | Incontri                           | Incontri             |
| Evento                  | Gruppo          | Vincitrice                           | Perdente                           | Punteggio            |
| Sessione diurna         | Sessione diurna | Sessione diurna                      | Sessione diurna                    | Sessione diurna      |
| ----------------------- | --------------- | ------------------------------------ | ---------------------------------- | -------------------- |
| Quarti di finale doppio | –               | Kiki Bertens Johanna Larsson [8]     | Ashleigh Barty Casey Dellacqua [3] | 7–6(7), 6–17, [10–6] |
| Singolare round robin   | Gruppo rosso    | Caroline Garcia [8]                  | Caroline Wozniacki [6]             | 0–6, 6–3, 7–5        |
| Sessione serale         |                 |                                      |                                    |                      |
| Singolare round robin   | Gruppo rosso    | Elina Svitolina [4]                  | Simona Halep [1]                   | 6–3, 6–4             |
| Quarti di finale doppio | –               | Ekaterina Makarova Elena Vesnina [2] | Gabriela Dabrowski Xu Yifan [6]    | 6–1, 6–1             |

### Giorno 7 (28 ottobre)
| Incontri             | Incontri                          | Incontri                             | Incontri         | Incontri        |
| Evento               | Vincitrice                        | Perdente                             | Punteggio        |                 |
| Sessione diurna      | Sessione diurna                   | Sessione diurna                      | Sessione diurna  | Sessione diurna |
| -------------------- | --------------------------------- | ------------------------------------ | ---------------- | --------------- |
| Semifinali doppio    | Tímea Babos Andrea Hlaváčková [3] | Chan Yung-jan Martina Hingis [1]     | 6–4, 7–6(5)      |                 |
| Semifinali singolare | Caroline Wozniacki [6]            | Karolína Plíšková [3]                | 7–6(9), 6–3      |                 |
| Sessione serale      |                                   |                                      |                  |                 |
| Semifinali singolare | Venus Williams [5]                | Caroline Garcia [8]                  | 6(3)–7, 6–2, 6–3 |                 |
| Semifinali doppio    | Kiki Bertens Johanna Larsson [8]  | Ekaterina Makarova Elena Vesnina [2] | 6–4, 6–3         |                 |

### Giorno 8 (29 ottobre)
| Incontri         | Incontri                          | Incontri                         | Incontri         | Incontri |
| Evento           | Vincitrice                        | Perdente                         | Punteggio        |          |
| ---------------- | --------------------------------- | -------------------------------- | ---------------- | -------- |
| Finale doppio    | Tímea Babos Andrea Hlaváčková [3] | Kiki Bertens Johanna Larsson [8] | 4–6, 6–4, [10–5] |          |
| Finale singolare | Caroline Wozniacki [6]            | Venus Williams [5]               | 6–4, 6–4         |          |

## Campionesse

### Singolare
Caroline Wozniacki ha sconfitto in finale  Venus Williams con il punteggio di 6–4, 6–4.
- È il ventisettesimo titolo in carriera per la Wozniacki, il secondo della stagione.

### Doppio
Tímea Babos /  Andrea Hlaváčková hanno sconfitto in finale  Kiki Bertens /  Johanna Larsson con il punteggio di 4–6, 6–4, [10–5].